# 静修庵 (宝应县)
静修庵，位于江苏省扬州市宝应县城隅园巷6号，是汉语系佛教尼寺。

## 简介
静修庵始建于清朝，现位于宝应县城隅园巷内，两进两厢，改革开放后长期是宝应县唯一的比丘尼修行场所。
1993年10月25日，宝应县土地管理局填发了静修庵的土地使用证，土地使用者为“（静修庵）宝应县佛教协会”。2000年前后，宝应县佛教协会会长向宝应县房地产管理公司（当时的产权管理机构）打了个报告，要求依照国家及江苏省的政策，对“文革”期间被挤占的佛教团体房产妥善处理，随后双方签署《落实宗教房屋所有权协议书》，由宝应县公证处公证。此后在2000年下发了新的房屋所有权证，在2013年下发了新的土地使用权证，两证上分别写明宝应县佛教协会为房屋所有权人及土地使用者。2000年代后期起，静修庵不再接受宝应县佛教协会审查财务收支情况和接受、使用捐赠情况，拒绝上缴宗教管理基金。
2015年，宝应县人民政府提出老城区整体拆迁改造规划，静修庵在拆迁范围内。宝应县民族宗教事务局、宝应县佛教协会作为当地佛教寺庙的主管单位，负责和将被拆迁的寺庙做工作。宝应县民族宗教事务局提出两个方案，一是静修庵人员迁至附近另一寺庙，撤销另一座寺庙，改为静修庵，使静修庵易地保存；二是为静修庵住持无上法师等人安排一新居安度晚年，但不再保存静修庵。2015年端午节前后，中共宝应县委统战部、宝应县民族宗教事务局、宝应县佛教协会人员到静修庵同无上法师等人协商，无上法师等人选择了第二种方案。新居安置在静修庵对面，距离男众寺院宁国寺仅隔一河。新居这处房产是宝应县佛教协会2013年花100多万元人民币从某幼儿园处购买，单门独院，占地面积1000平方米。
2015年6月23日，宝应县佛教协会向宝应县民族宗教事务局呈交报告称，根据宝应县人民政府关于老城区改造的规划，静修庵位于整体拆迁范围内，拟“撤销”宝应县静修庵。同日，宝应县民族宗教事务局下发《关于同意撤销宝应县静修庵的批复》（宝民宗〔2015〕13号文），称因宝应县城市建设改造工作需要，并经报请扬州市民族宗教事务局备案，同意撤销宝应县静修庵。之所以是“撤销”而非“拆迁”，是因为如果拆迁，按照国家规定拆迁人应当对被拆迁的宗教活动场所的房屋、构筑物予以重建，或按市场价给予补偿，而如果是撤销则宝应县民族宗教事务局就不用按上述要求重建或补偿了。2015年中秋节前后，是有关部门与静修庵约定搬迁之日，但已拿到新居钥匙的无上法师却表示不愿搬迁。2016年11月8日，宝应县民族宗教事务局及宝应县佛教协会有关领导通知静修庵尼众，要求她们三日内搬出静修庵。2016年11月，无上法师的徒弟梦华联系拍客制作了一段视频《紧急消息：强拆尼众寺院“大戏”即将在江苏省扬州市宝应县上演，请全国信众来观摩》并上传到互联网，视频中86岁的住持无上法师哭诉称宝应县佛教协会与宝应县民族宗教事务局联手欲“强拆”静修庵，视频引发支持佛教的网友关注。2016年11月13日，扬州市佛教协会副会长、扬州观音山禅寺方丈释法融写出《关于宝应县静修庵因拆迁而撤销的事件给宝应县县委书记、县长公开信》，反对撤销静修庵。2016年12月16日，江苏省宗教事务局向无上法师发来文件，内称“我局已要求扬州市民宗局，指导宝应县民宗局对其2015年作出的撤销静修庵的决定予以更正。”2016年12月22日，宝应县民族宗教事务局下发《关于撤回宝民宗〔2015〕13号文的决定》。2017年1月5日和6日，宝应县民族宗教事务局和宝应县房产管理局先后向静修庵口头承诺，在与静修庵达成一致前，政府绝不会强拆静修庵。